# 秀水鄉 (台灣)

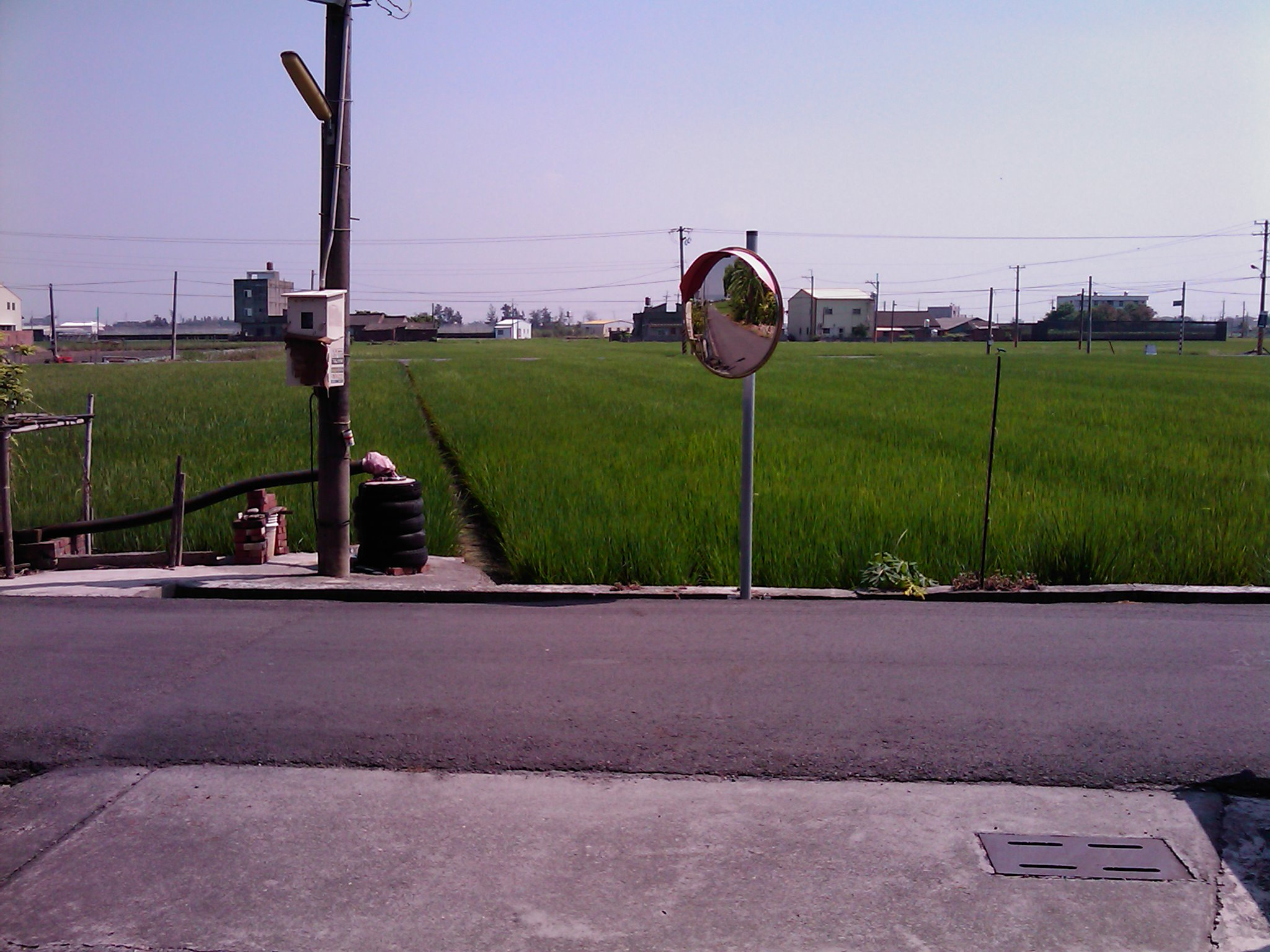
秀水鄉金興村

秀水鄉，舊稱「臭水」、「透水」，位於臺灣彰化縣中部偏北，地理環境東西狹南北長，屬狹長型態，地勢平坦，有濁水溪流域灌溉，水質清澈，醞釀了酪農故鄉的環境。地處於彰化市之南，東鄰花壇鄉，西接鹿港鎮、福興鄉，南連大村鄉及埔鹽鄉，北接和美鎮與彰化市，為典型的農業鄉鎮。

## 歷史
秀水鄉原名「透水」，有清水混入濁水溪之意，清朝嘉慶年間將左字邊刪去，改稱秀水，相沿至今，在清朝雍正之前，係馬芝鄰社原住民所居住之地，雍正年初閩人自泉州府（南安縣，晉江縣），漳州府等地遷入開拓，至乾隆初年，逐漸形成部落，稱馬興，馬鳴山，安東，埔姜崙，曾厝，下崙等六庄，因原係馬芝鄰原住民所居，故總稱馬芝堡，屬彰化縣轄。同治元年（1862年），戴潮春事件中「馬鳴山燕霧堡會戰」、「秀水燕霧堡會戰」在此行政區域內交戰。
日治初期隸屬台中縣彰化支廳，至1897年改隸台中縣鹿港辦務署，1901年廢縣改廳歸彰化廳鹿港支廳，1914年彰化廳併入台中廳，改屬台中廳鹿港支廳，並改堡為區，至1920年9月重新劃分，改區為庄，並將秀水，陝西二庄合併為一庄，設秀水庄，屬台中州彰化郡。1945年改稱秀水鄉，隸屬台中縣，1950年縣市行政區調整，歸屬彰化縣至今。

## 人口
根據彰化縣秀水鄉戶政事務所及內政部戶政司統計，2024年底秀水鄉戶數約1.2萬戶，人口約3.8萬人，人口密度每平方公里約1,287人，鄉內人口最多與最少的村分別是福安村與陝西村，2024年底兩村人口分別為5,773人與1,606人。

## 政治

### 歷任首長
| 任次      | 姓名   | 備註       |
| --------- | ------ | ---------- |
| 1         | 顧 合  |            |
| 2         | 梁火煌 |            |
| 3         | 梁火煌 |            |
| 4         | 張進登 |            |
| 5         | 張進登 |            |
| 6         | 林國直 |            |
| 6〈代理〉 | 許漢川 |            |
| 6〈補選〉 | 梁火木 |            |
| 7         | 梁火木 |            |
| 8         | 林定國 |            |
| 9         | 張暮樹 |            |
| 10        | 張暮樹 |            |
| 11        | 陳濱樹 |            |
| 12        | 陳濱樹 |            |
| 13        | 余德炎 | 無黨籍     |
| 14        | 王瑞雄 | 無黨籍     |
| 15        | 余德炎 | 無黨籍     |
| 16        | 余德炎 | 無黨籍     |
| 17        | 梁禎祥 | 民主進步黨 |
| 18        | 林英嘉 | 無黨籍     |
| 19        | 林英嘉 | 無黨籍現任 |

### 鄉政組織

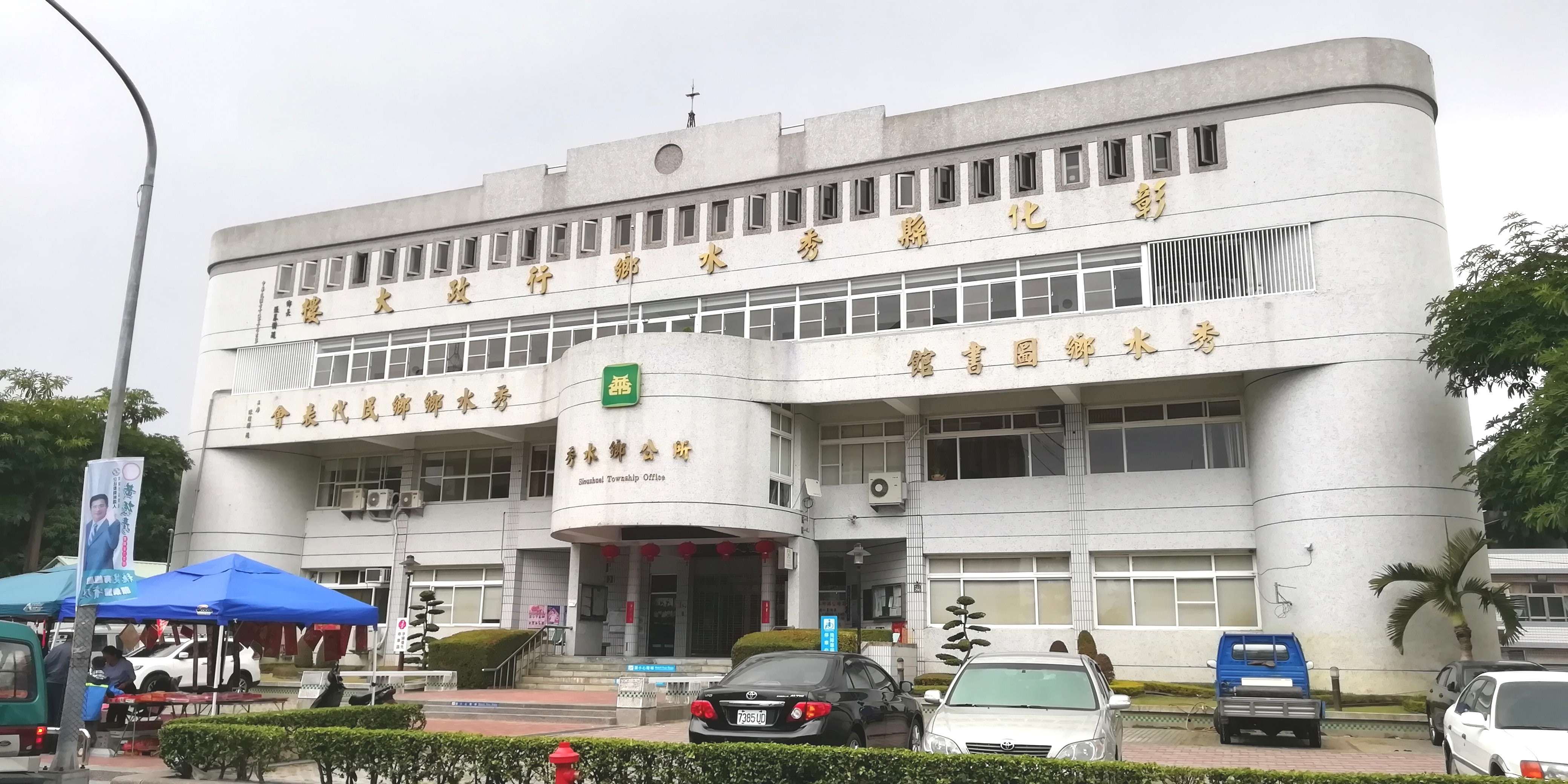
秀水鄉行政大樓

秀水鄉公所是秀水鄉最高層級的地方行政機關，在中華民國政府架構中為鄉自治的行政機關，同時負責執行縣政府及中央機關委辦事項，秀水鄉的自治監督機關為彰化縣政府。鄉長由全體鄉民直接選舉產生，任期為四年，可連選連任一次。秀水鄉公所並置鄉政會議，為鄉政最高決策機構，在鄉長之下，設有5課4室等9個內部單位及3個附屬機關。
秀水鄉民代表會是秀水鄉的最高民意機關，代表秀水鄉全體鄉民立法和監察鄉政。鄉民代表由公民直選選出，任期為四年，可連選連任。秀水鄉民代表會共有11位鄉民代表，分別為第一選區5席鄉民代表、第二選區2席鄉民代表、第三選區4席鄉民代表，主席、副主席由11位鄉民代表互選產生。

### 行政區
現今秀水鄉行政區域的確立，來自於1920年，日本將臺灣十二廳改為五州二廳，設秀水庄屬臺中州彰化郡。秀水庄轄秀水、陝西、馬興、馬鳴山、安東、埔姜崙、曾厝厝、下崙等8個大字:175。1945年，改為「秀水鄉」，屬臺中縣彰化區:184。1950年，調整行政區域，秀水鄉改隸新成立的彰化縣:175。秀水鄉的行政區劃轄有秀水村、安溪村、莊雅村、陝西村、金興村、安東村、鶴嗚村、馬興村、義興村、福安村、埔崙村、曾厝村、金陵村、下崙村等14個村，共計267鄰:2－3。

## 教育
| 學制         | 學校名稱                 | 創校時間 (最近改制時間)        | 學校地址                              | 連結                        |
| ------------ | ------------------------ | ------------------------------ | ------------------------------------- | --------------------------- |
| 高級中等學校 | 國立秀水高級工業職業學校 | 1937年(2000年)                 | 504-008彰化縣秀水鄉福安村中山路364號  | 校網 （页面存档备份，存于） |
| 國民中學     | 彰化縣立秀水國民中學     | 1962年(民國57年)               | 504-008彰化縣秀水鄉安東村中山路202號  | 校網 （页面存档备份，存于） |
| 國民小學     | 彰化縣秀水鄉秀水國民小學 | 1899年 (民國前13年、明治32年） | 504-008 彰化縣秀水鄉安東村中山路257號 | 校網 （页面存档备份，存于） |
|              | 彰化縣秀水鄉育民國民小學 |                                | 504-006彰化縣秀水鄉下崙村民生街262號  | 校網 （页面存档备份，存于） |
|              | 彰化縣秀水鄉明正國民小學 |                                | 504-001彰化縣秀水鄉彰水路二段341號    | 校網 （页面存档备份，存于） |
|              | 彰化縣秀水鄉馬興國民小學 | 1899年(1968年）                | 504-009彰化縣秀水鄉馬興村培英巷1號    | 校網 （页面存档备份，存于） |
|              | 彰化縣秀水鄉陝西國民小學 |                                | 504-003彰化縣秀水鄉金興村番花路261號  | 校網 （页面存档备份，存于） |
|              | 彰化縣秀水鄉華龍國民小學 |                                | 504-007彰化縣秀水鄉花秀路51號         | 校網 （页面存档备份，存于） |

## 交通
- 台19線:彰化市 - 秀水鄉 - 福興鄉
- 台76線：東西向快速公路，漢寶 - 草屯線
- 縣道142號：彰化市 - 秀水鄉 - 福興鄉
- 縣道144號（台76線員林大排橋下側車道）：福興鄉 - 秀水鄉 - 大村鄉
- 縣道146甲線：福興鄉 - 秀水鄉 - 花壇鄉

## 旅遊

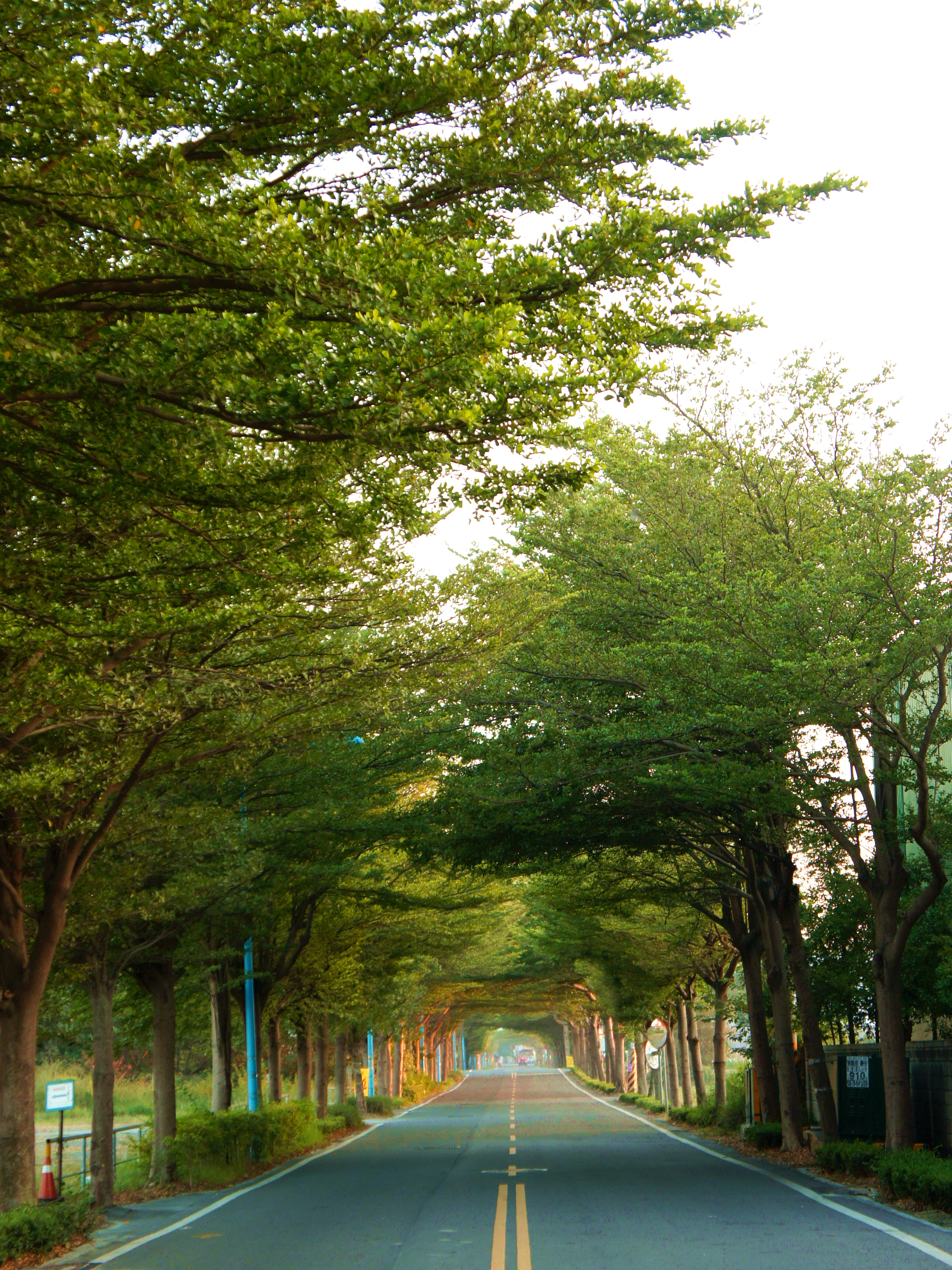
秀水綠色隧道

- 秀水綠色隧道：

民主街在銜接彰鹿路與彰馬街之路段可見小葉欖仁栽植構成的綠色隧道。
- 馬興陳宅又稱益源大厝－紅扁擔傳奇[8][9]。
- 陝西文物館：

陕西文物馆共有三层，在一层大厅里，陈列有《陕西文献》、书画、史料和典籍，大厅四壁悬挂着台岛名人赠献的匾额二十余块，题字有“黄渭源流”、“秦陇雄风”、“三秦遗民”、“光耀乡邦”、“荫满南天”等。
- 烏面將軍廟：

庙内主祀的乌面将军，曾被傳說就是340多年前随郑成功驅除荷蘭人的陕西籍名将马信。
- 蘇家古厝：

位於秀水鄉埔崙村，已有兩百餘年歷史的古厝，佔地約三公頃，除正身四進，護龍則有八進，規模十分龐大。蘇家第一世祖先蘇標勤，是在清乾隆五十年（1785年）時從大陸福建省泉州府安溪縣嶺頭鄉（官橋鎮嶺頭村）新溪里毛沃蘆山移民來臺。第一世祖蘇標勤移民來臺時，也帶著烏龍茶苗種，並將茶苗種植在鹿谷鄉“凍頂山”，亦是“彰雅村”“凍頂巷”的蘇姓家族。在二世祖蘇煌灶因科舉高中文狀元，而獲頒授「布政使」官位，清咸豐五年退休時，朝廷還賜頒「年高德邵」的匾額，這塊匾額目前還懸掛在正廳，但因年代久遠，許多字跡幾乎都已經難以辨認。蘇家除二世祖高中文狀元，四世祖蘇仙和蘇宏龜二兄弟，在道光年間也分別高中舉人和進士。在公廳後面的後廳，供奉神明，兩旁第一護龍，有小天井、拜亭各二及水井各一，加上大埕西面一口，共三口井，含有「飲水思源追遠報德」的涵義。大厝共有三進，所謂「大厝九包五，三落百二門」，兩旁有護龍，第一外護龍有對稱的方門，第二外護有對稱的圓門（方門住大、二房，圓門內住三、四房），青綠磁窗灰石牖，紅色磚牆相互輝映。

## 特產
- 豌豆
- Razor滑板車
- 小果番茄（玉女&蜜紅三號）

## 外部連結
- 秀水鄉公所 （页面存档备份，存于）
- 秀水鄉公所的Facebook專頁